# Langenwetzendorf
Langenwetzendorf ist eine Gemeinde im thüringischen Landkreis Greiz.

## Geographie
Langenwetzendorf liegt im Thüringer Schiefergebirge und erstreckt sich entlang der Leuba über eine Länge von etwa vier Kilometern. Die nächsten größeren Orte sind die Kreisstadt Greiz und die Stadt Zeulenroda-Triebes.

### Gemeindegliederung

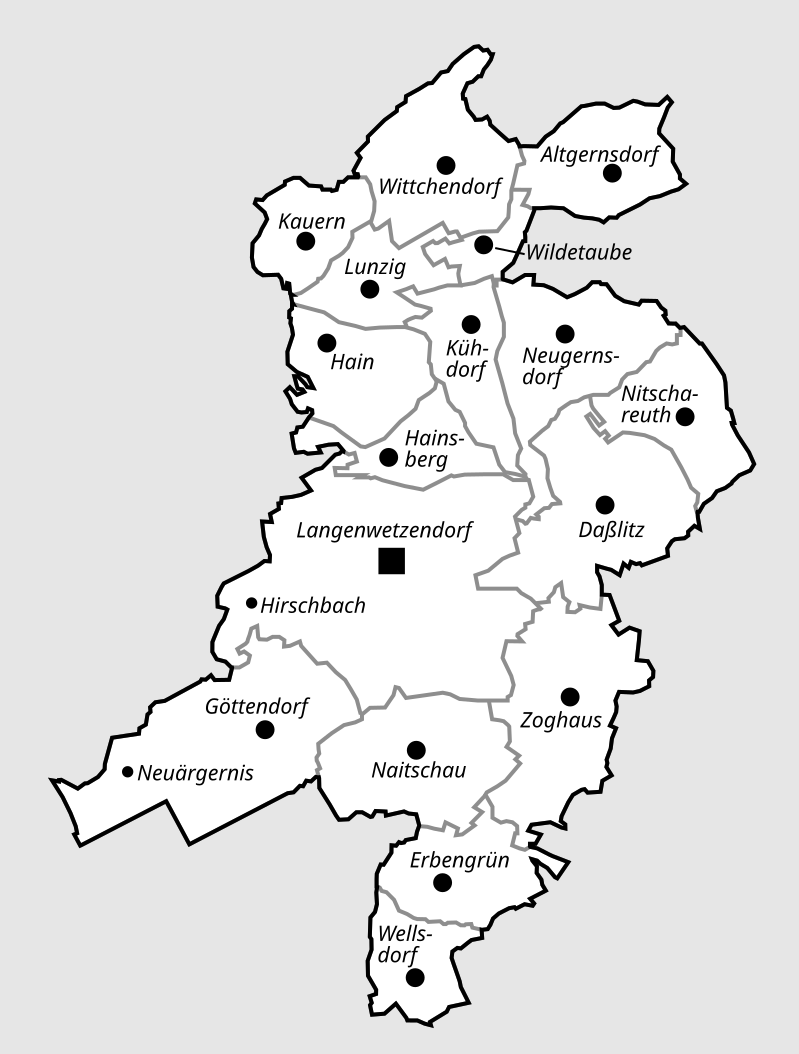
Gemeindegliederung

Zu Langenwetzendorf gehören seine zwischen 1992 und 2023 eingemeindeten Ortsteile Daßlitz, Erbengrün, Göttendorf, Hain, Hainsberg, Hirschbach, Kühdorf, Langenwetzendorf, Lunzig mit ehemaligem Ortsteil Kauern, Naitschau, Neuärgerniß, Neugernsdorf, Nitschareuth, Wellsdorf, Wildetaube mit den ehemaligen Ortsteilen Altgernsdorf und Wittchendorf, und Zoghaus.

### Nachbargemeinden
Angrenzende Gebietskörperschaften sind die ebenfalls zum Landkreis Greiz gehörenden Städte Hohenleuben, Weida, Berga-Wünschendorf, Greiz und Zeulenroda-Triebes.

## Geschichte

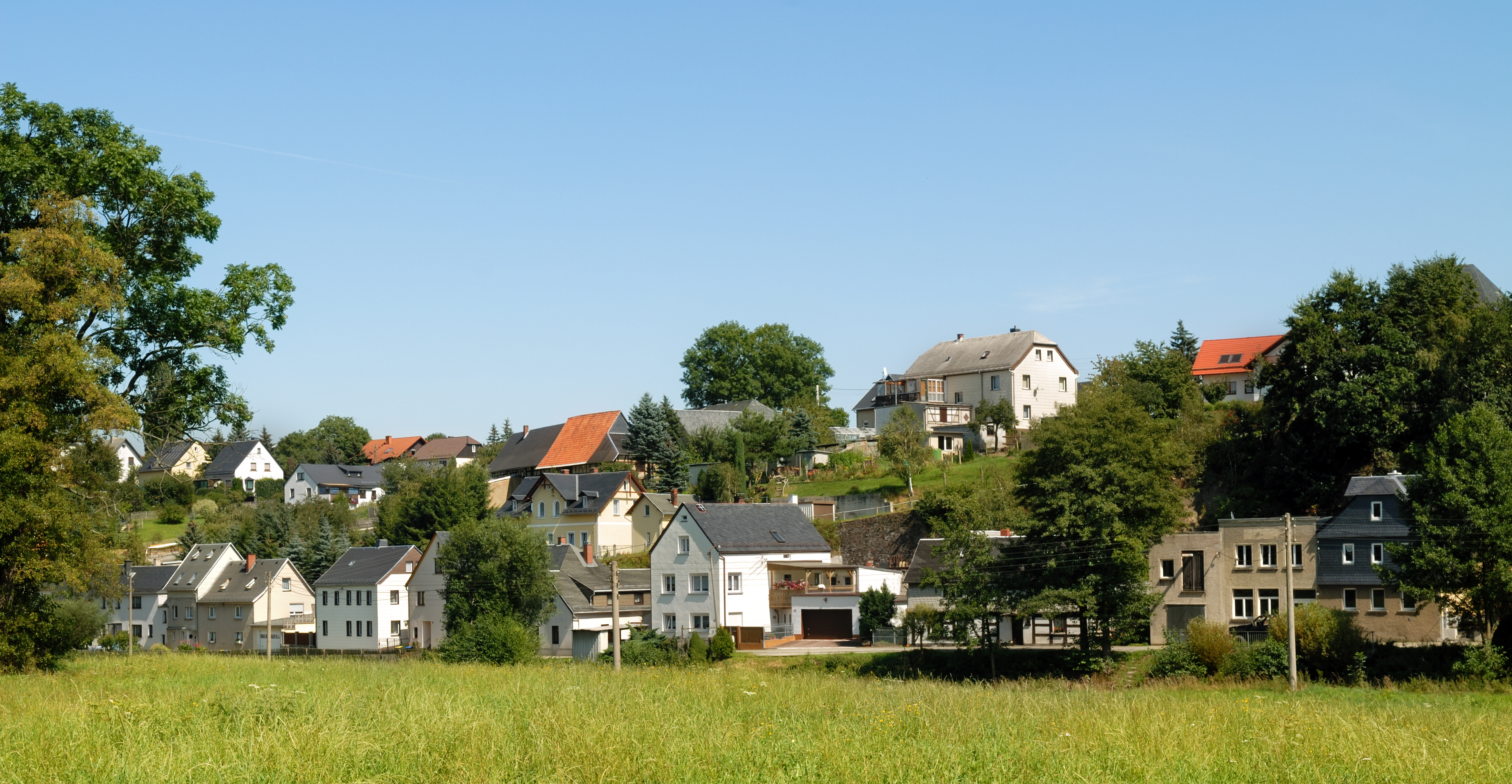
Langenwetzendorf

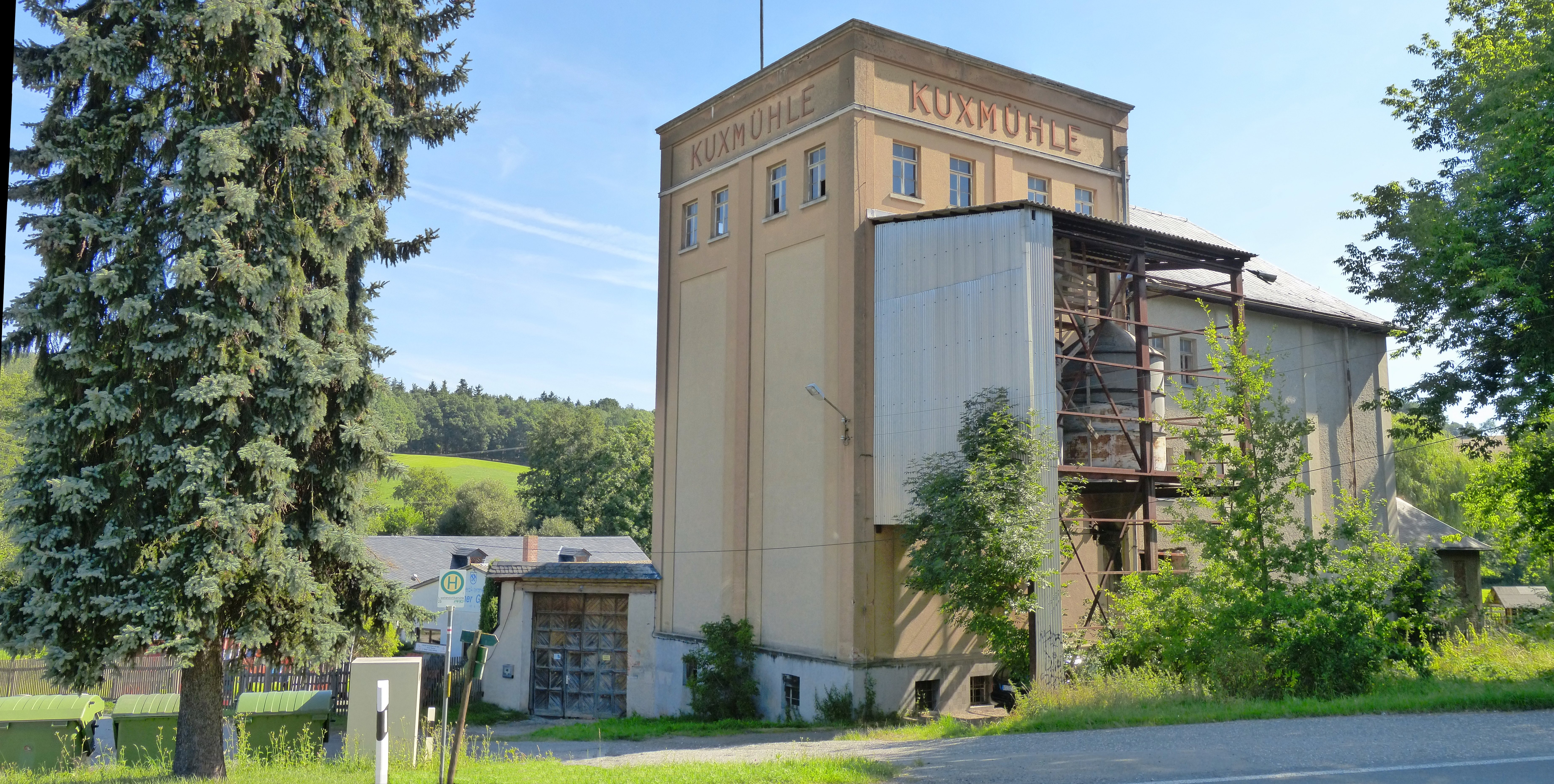
Kuxmühle

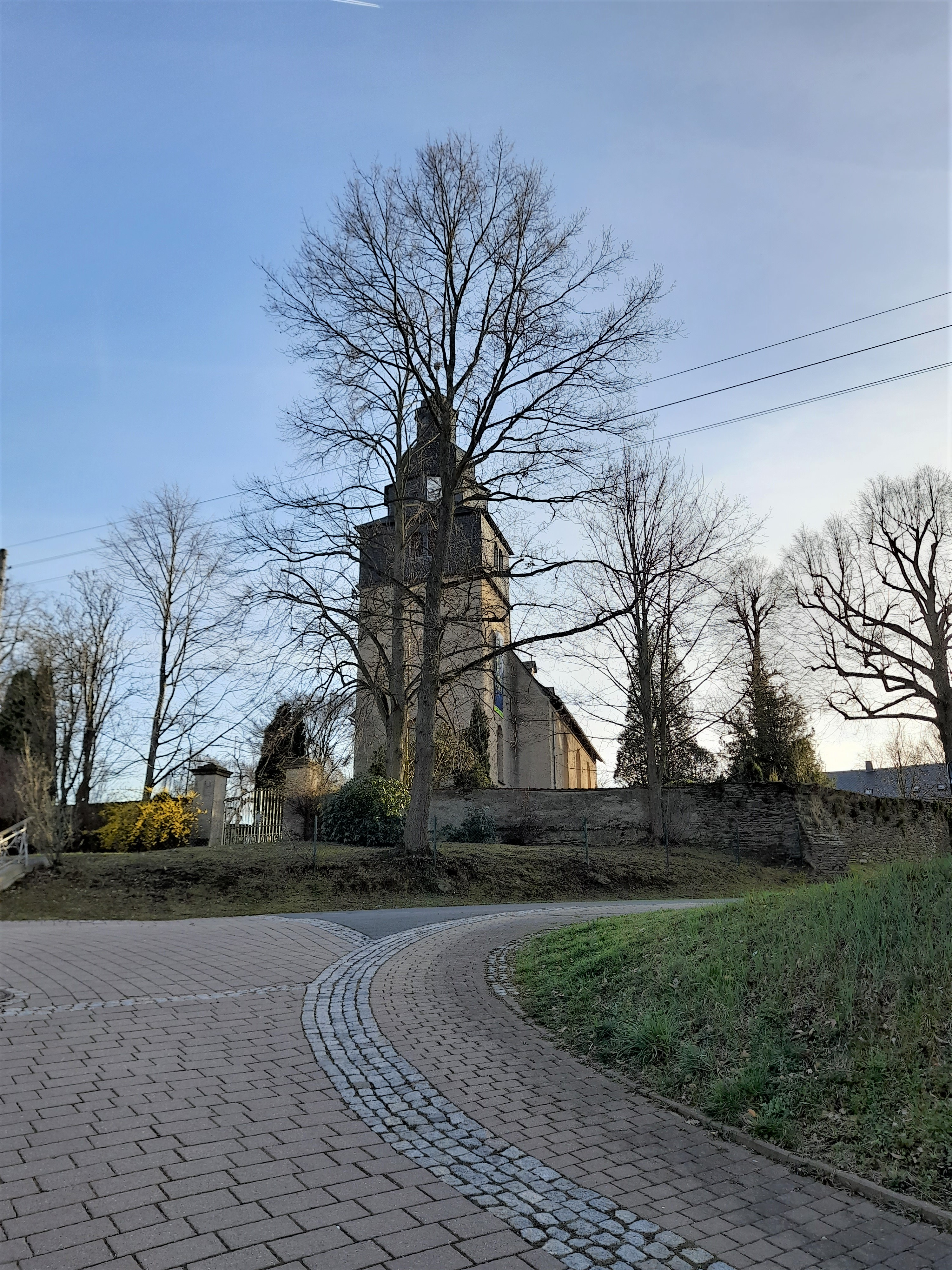
Dorfkirche Langenwetzendorf

Der Ort wurde im Jahr 1268 erstmals als „Wiczendorf“ urkundlich erwähnt. Ursprünglich war er als sogenanntes Waldhufendorf mit der Leuba als Mittelachse gegründet worden.
Die Lage an der Leuba ist auch der Hauptgrund für den Bau der noch nachweisbaren Mühlen:
- Die Dietzels- oder Geyersmühle wurde wohl 1512 auf einer Steuerliste als Mühle (allleier) erwähnt. Zur Mahl- und Schneidemühle gehörten schon damals 50 Hektar Land, was zur weiteren wirtschaftlichen Festigung in dieser Zeit als ausreichend bezeichnet werden kann. Jedoch unterlagen die etwas abseits liegenden Mühlen in kriegerischen Zeiten der Willkür. Die Besitzerfolge ab 1512 fand im Jahre 1900 ihr Ende, weil keines der fünf Kinder das Mühlenunternehmen wollte. Die zehnte Generation verabschiedete sich. Schuld war die Industrialisierung des Umfeldes. 1903–1904 wurde die Mühle zwangsversteigert. Seit wenigen Jahren ist sie unbewohnt.
- In der Buschmühle ist der gewerbliche Schneidemühlenbetrieb längst erloschen. Im Jahre 1538 wurde die Mühle erstmals urkundlich erwähnt. Paul Beigang führte das Gewerbe als letzter Sägemüller bis kurz nach dem Zweiten Weltkrieg. Die Mühle ist noch bewohnt.
- Die Mutzmühle, früher Kittenmühle genannt, liegt jetzt hinter einer modernen Kaufhalle rechtsseitig an der Greizer Straße, versteckt hinter einem schwarz-weißen Fachwerkhaus. 1540 wollte der Eigentümer seine Mühle zu einer Schneidemühle erweitern, doch es gab Streit mit den anderen Müllern. Die wasserrechtlichen Probleme häuften sich, als die Industrieanlagen hinzukamen. Ein Fabrikbesitzer kaufte 1888 den Mühlenbetrieb und bebaute später das Land. Das Mühlenhaus wurde Wohnhaus und ist heute ein Werbeträger.
- Die Schneidemühle Arnold liegt im Wiesengrund am Leubabach und wurde 1846 erbaut. 1993 erhielt die Wassermühle ein oberschlächtiges Wasserrad. Die Wasserzufuhr aus der Leuba war über einen 250 Meter langen Mühlgraben geregelt. Als 1884 die Mahlmühle abbrannte, wurde das Grundstück verkauft. Es wurde ein Standort einer Textilweberei. Die alte Schneidemühle musste weichen. Vorher gab es dort drei Mühlen, sagt man.
- Die Schmieds- oder Eiselsmühle brannte am 20. Juni 1926 ab. 1550 wurde sie erstmals urkundlich erwähnt. Diese Mühle soll wohl schon um 1665 gebaut worden sein. Heute steht auf dem Gelände ein Wohnhaus mit angeschlossener Werkstatt.
- Die Kuxmühle wurde 1597 erstmals urkundlich erwähnt. 1978 wurde sie unter dem Namen VEB Vereinigte Mühlenwerke Wünschendorf, Produktionsbereich Langenwetzendorf, geführt. Sie belieferte täglich mit einer modernen Anlage eine Schweinemastanlage mit über 60 Tonnen Mischfutter. Mit der politischen Wende kam auch das Ende der Kuxmühle. Die Stilllegung erfolgte 1991. Der letzte Arbeiter wurde am 30. September 1992 entlassen.[3]

Um 1793 unterstand Langenwetzendorf, im Gegensatz zu seinen heutigen Ortsteilen, der „Pflege Reichenfels“, zu der weiterhin die Burg Reichenfels, Hohenleuben und Triebes gehörten. Diese unterstand bis 1918 dem Fürstentum Reuß jüngerer Linie, Seitenlinie Reuß-Köstritz der Schleizer Linie. Im Rahmen der Trennung der Rechtsprechung von der Verwaltung wurde 1852 das Landratsamt Schleiz eingerichtet, dem Langenwetzendorf als Exklave bis zu seiner Auflösung im Jahr 1871 angehörte. Anschließend unterstand der Ort dem Landratsamt Gera. Nach der Novemberrevolution 1918 gehörte Langenwetzendorf zum Freistaat Reuß j. L., der sich aber schon 1919 mit dem Freistaat Reuß ä. L. zum Volksstaat Reuß mit der Hauptstadt Gera vereinigte, welcher wiederum 1920 im Land Thüringen aufging. Langenwetzendorf gehörte seit 1919 zum Bezirksverband Greiz, der aus dem Landratsamt Greiz in veränderter Abgrenzung hervorging. Nachdem 1920 das neue Land Thüringen gegründet worden war, kam es 1922 zu einer umfassenden Gebietsreform. Langenwetzendorf gehörte seitdem zum thüringischen Landkreis Greiz.
Im April 1945 wurde Langenwetzendorf von Soldaten der US-Armee besetzt, denen ab Ende Juni die Rote Armee folgte. Bei der Verwaltungsreform von 1952 in der DDR wurde das Land Thüringen aufgelöst und der Landkreis Greiz aufgeteilt, wodurch Langenwetzendorf seitdem zum Kreis Zeulenroda im Bezirk Gera gehörte. Seit 1990 lag der Ort im thüringischen Landkreis Zeulenroda, der 1994 im Zuge der Gebietsreform im Land Thüringen dem Landkreis Greiz angegliedert wurde.
Im Juli 2006 scheiterte eine angestrebte Fusion mit der Gemeinde Vogtländisches Oberland in zwei Anläufen, siehe dazu Geschichte des Vogtländischen Oberlandes.
Zum 31. Dezember 2012 wurde die Gemeinde Vogtländisches Oberland aufgelöst. Es existierten dabei zwei Varianten: In der Variante „Bürgerwille“ sollte die Gemeinde Langenwetzendorf die Ortsteile Hohndorf und Schönbach erhalten. Die Landesregierung bevorzugte hingegen die Variante „Alte Kreisgrenzen“, bei der die Gemeinde auf die Städte Greiz und Zeulenroda-Triebes aufgeteilt werden sollte. Die letztgenannte Variante wurde schließlich umgesetzt, wodurch die Gemeinde Langenwetzendorf schließlich nicht erweitert wurde.
Zum 31. Dezember 2013 wurden die Gemeinden Hain, Lunzig, Neugernsdorf und Wildetaube aus der aufgelösten Verwaltungsgemeinschaft Leubatal eingemeindet. Gleichzeitig wurde Langenwetzendorf erfüllende Gemeinde für Hohenleuben und Kühdorf. Kühdorf wurde zum 1. Januar 2023 eingemeindet.

### Einwohnerentwicklung
Entwicklung der Einwohnerzahl (31. Dezember):
| - 1994: 3245 - 1995: 3299 - 1996: 3993 - 1997: 4003 - 1998: 3986 - 1999: 3991 - 2000: 3987 | - 2001: 3928 - 2002: 3904 - 2003: 3839 - 2004: 3794 - 2005: 3738 - 2006: 3691 - 2007: 3654 | - 2008: 3584 - 2009: 3559 - 2010: 3519 - 2011: 3425 - 2012: 3371 - 2013: 4408 - 2014: 4326 | - 2015: 4257 - 2016: 4262 - 2017: 4196 - 2018: 4145 - 2019: 4086 - 2020: 4065 - 2021: 4024 | - 2022: 4058 |

 Datenquelle: Thüringer Landesamt für Statistik

### Eingemeindungen
| Ehemalige Gemeinde     | Datum             | Anmerkung                                                 |
| ---------------------- | ----------------- | --------------------------------------------------------- |
| Altgernsdorf           | 1. Juli 1971      | Eingemeindung nach Wildetaube                             |
| Daßlitz                | 1. Januar 1996    |                                                           |
| Erbengrün              | 1. Januar 1958    | Eingemeindung nach Wellsdorf                              |
| Göttendorf             | 1923              | Zusammenschluss mit Neuärgerniß zu Göttendorf-Neuärgerniß |
| Göttendorf-Neuärgerniß | 1. Juli 1992      |                                                           |
| Hain                   | 31. Dezember 2013 |                                                           |
| Hainsberg              | 1. Januar 1979    | bereits von 1922/23 bis 15. Juni 1924 eingemeindet        |
| Hirschbach             | 1. Oktober 1922   |                                                           |
| Kauern                 | 1. Juli 1950      | Eingemeindung nach Lunzig                                 |
| Kühdorf                | 1. Januar 2023    |                                                           |
| Lunzig                 | 31. Dezember 2013 |                                                           |
| Naitschau              | 8. März 1994      |                                                           |
| Neuärgerniß            | 1923              | Zusammenschluss mit Göttendorf zu Göttendorf-Neuärgerniß  |
| Neugernsdorf           | 31. Dezember 2013 |                                                           |
| Nitschareuth           | 1. Januar 1996    |                                                           |
| Wellsdorf              | 8. März 1994      |                                                           |
| Wildetaube             | 31. Dezember 2013 |                                                           |
| Wittchendorf           | 1. Januar 1960    | Eingemeindung nach Wildetaube                             |
| Zoghaus                | 8. März 1994      |                                                           |

## Kultur und Sehenswürdigkeiten
- Dorfkirche Langenwetzendorf

### Regelmäßige Veranstaltungen

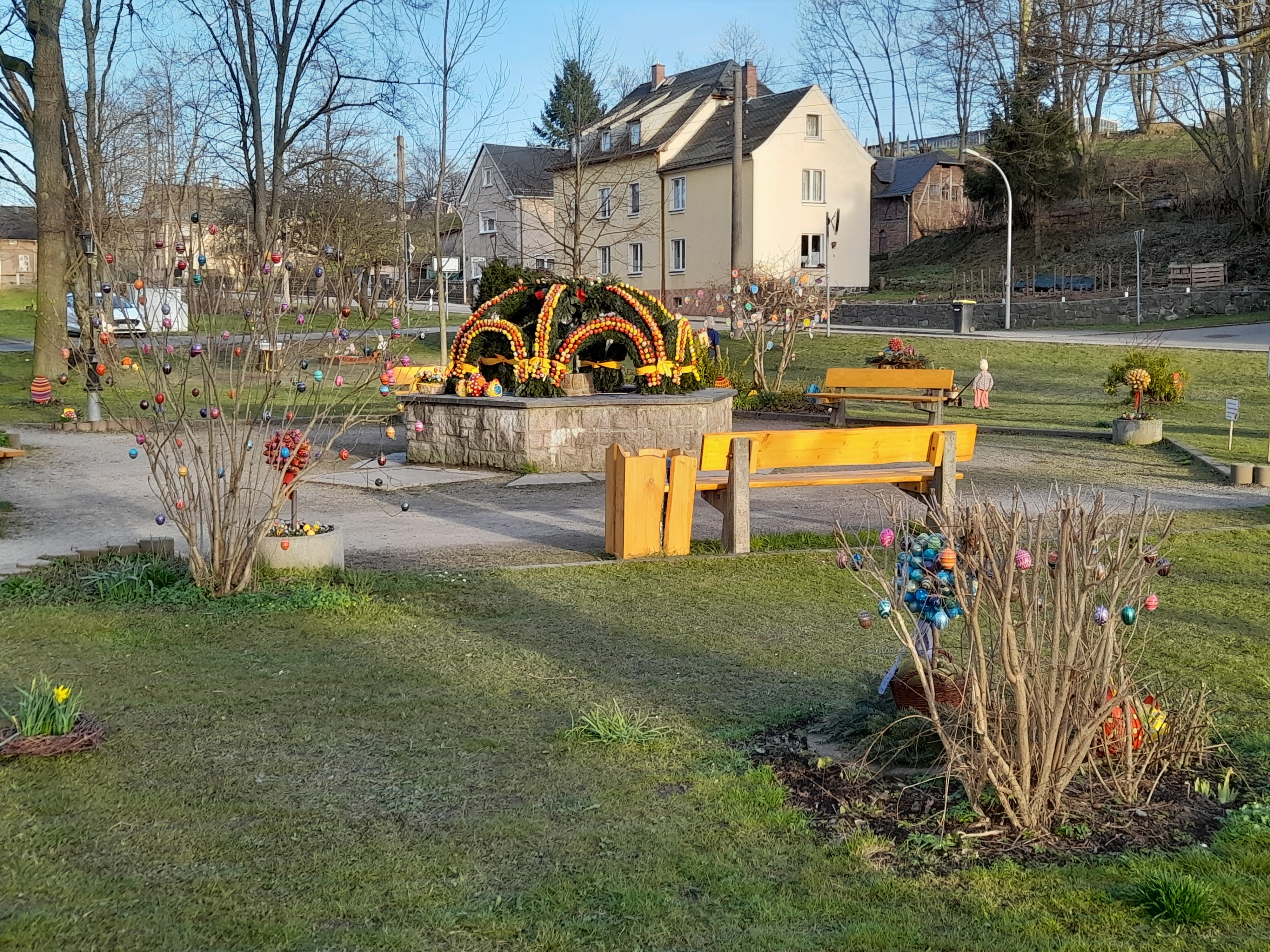
Osterbrunnen Langenwetzendorf (Park)

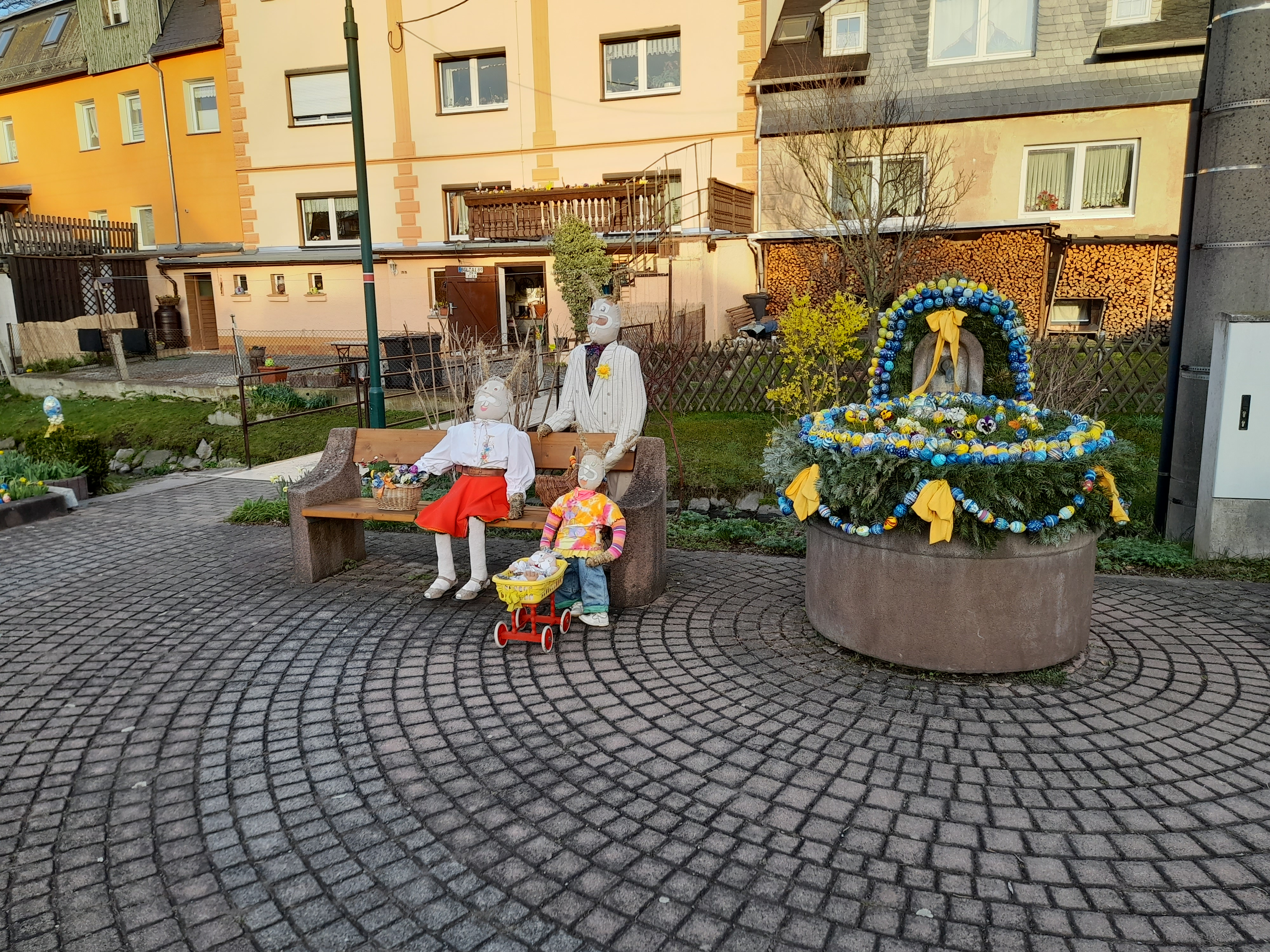
Osterbrunnen Langenwetzendorf (Anger)

Einmal im Jahr findet das Parkfest statt. Es handelt sich dabei um ein Volksfest mit über 50-jähriger Tradition, das von den Vereinen der Gemeinde mitgestaltet wird. Als fester Termin hat sich das zweite Wochenende im Juli etabliert. Zum Abschluss des Parkfestes gibt es seit ein paar Jahren ein Höhenfeuerwerk vor der Kulisse des Parkteiches.
Eine weitere Tradition, die im Ort gepflegt wird, ist das Aufstellen eines Osterbrunnens. Dieser hat seinen festen Platz während der Osterzeit ebenfalls im Parkgelände. Er kann über vierzehn Tage besichtigt werden (eine Woche vor Gründonnerstag bis eine Woche nach Ostermontag).
In den Sommermonaten steht ein idyllisches Freibad mit einer Wasserrutsche und einer 50-Meter-Bahn zur Verfügung.

## Wirtschaft und Infrastruktur

### Verkehr
Langenwetzendorf liegt an der Bundesstraße 92 (Gera–Greiz–Schönberg) sowie an der B 94 (Schleiz–Greiz–Rodewisch). Der Ort ist an den öffentlichen Regionalverkehr der PRG Greiz angebunden.
| Linie | Betreiber | Linienverlauf                                                     | Anmerkung                 |
| ----- | --------- | ----------------------------------------------------------------- | ------------------------- |
| 25    | PRG       | (Reichenbach –) Greiz – Langenwetzendorf – Zeulenroda (– Triptis) | Landesbedeutsame Buslinie |
| 26    | PRG       | Naitschau – Langenwetzendorf – Wildetaube                         | Schülerverkehr            |

### Gewerbe
Die Wirtschaft des Ortes wird von Betrieben der Landwirtschaft, vom Handwerk sowie von Dienstleistungs- und einigen Industriebetrieben (zum Beispiel Fenster- und Türenherstellung, Heckert Solar) geprägt. Im Ortsteil Daßlitz befindet sich das Gewerbegebiet Daßlitzer Kreuz, direkt an der Bundesstraße 92.

### Wasserversorgung und Abwasserentsorgung
Langenwetzendorf ist Mitglied in zwei Zweckverbänden. Die Orte Daßlitz, Naitschau, Nitschareuth, Wellsdorf/Erbengrün, Zoghaus, Altgernsdorf, Wittchendorf, Wildetaube und Neugernsdorf werden durch den Zweckverband Trinkwasserversorgung und Abwasserbeseitigung Weiße Elster – Greiz wasserwirtschaftlich ver- und entsorgt. In den Orten Göttendorf, Hain, Hainsberg, Hirschbach, Langenwetzendorf, Lunzig und Neuärgerniß übernimmt die Aufgabe der Zweckverband Wasser/Abwasser Zeulenroda.

### Bildung
Langenwetzendorf besitzt eine eigene Regelschule mit durchschnittlich etwas über 200 Schülern. Sie ist zentral im Ort gelegen und befindet sich in der Nähe der Kirche, sowie des Kindergartens. Die Schule besteht aus zwei Gebäuden, wobei das ältere Schulgebäude aus dem späten 19. Jahrhundert stammt. Erbaut wurde die Schule von Ernst Arnold. 1985 wurde die Schule in Form eines Plattenbaues erweitert. Zu DDR-Zeiten hieß die Schule Juri-Gagarin-Oberschule und nach der Wende Regelschule Langenwetzendorf. Seit dem Schuljahr 2007/2008 trägt sie den Namen Bio-Landschule, Staatliche Regelschule Langenwetzendorf.
Im Ortsteil Naitschau befindet sich die Grundschule.

## Persönlichkeiten
- Johann Michael Gottlob Böhme (1772–1850), deutscher Orgelbauer
- Heinrich Meinhard (1804–1883), deutscher Webermeister und Politiker
- Ferdinand Wacker (1831–1895), deutscher Gutsbesitzer und Politiker
- Hermann Drechsler (1876–1951), Redakteur einer Arbeiterzeitung, USPD-Funktionär, Häftling im KZ Buchenwald und Landrat (SPD, KPD)
- Max Hempel (1877–1959), Militärmusiker und Komponist
- Hermann Gründler (1897–1973), Politiker (USPD, SPD), Landtagsabgeordneter
- Willy Gessner (1912–2001), Bürgermeister von Göttendorf
- Gerhard Weber (1921–2016), Physiker und Hochschullehrer
- Kurt Pitzler (1930–2020), Chirurg
- Hermann Buhl (1935–2014), Leichtathlet